# Josefa Francisco
Josefa "Gigi" Francisco (1954 - 22 de julio de 2015) fue una defensora de la igualdad de género, la justicia social y los derechos de las mujeres en Filipinas. Contribuyó a muchos programas para reducir las desigualdades y realizó investigaciones sobre muchos aspectos de la igualdad de las mujeres, los derechos de las mujeres y la construcción de movimientos. Gigi trabajó en estrecha colaboración con las Naciones Unidas en varios proyectos.

## Carrera profesional
A través de su enseñanza y escritura, presentó la experiencia técnica, la visión y los movimientos sociales a la generación joven. Se desempeñó como miembro de ISIS International de 1998 a 2002. La organización trabaja en los derechos de las mujeres a nivel internacional. Posteriormente, se incorporó al Instituto de Mujeres y Género (WAGI) como directora ejecutiva de la organización. La organización ha realizado varios cursos en línea sobre los derechos de las mujeres desde hace 3 años. Fue miembro de la Organización para Alternativas de Desarrollo para Mujeres en una Nueva Era, abreviada como DAWN. La organización trabaja para difundir las voces y perspectivas de las mujeres de la región sur global hacia el mundo. Se desempeñó como coordinadora global de la organización. Las Naciones Unidas y DAWN trabajaron juntos en la región de Asia y el Pacífico bajo el liderazgo de Gigi. El trabajo entre ellos se publicó en 2015 en The Future The Asia Pacific Women Want.
Trabajó como jefa departamental del Departamento de Estudios Internacionales en Miriam College, trabajando para promover el liderazgo de las mujeres. Realizó importantes investigaciones sobre pobreza, género, desarrollo y el movimiento feminista.